# Andrena ellinorae
Andrena ellinorae là một loài Hymenoptera trong họ Andrenidae. Loài này được Grünwaldt & Osytshnjuk mô tả khoa học năm 2005.